# Ephesia largeteaui
Ephesia largeteaui là một loài bướm đêm trong họ Noctuidae.